# 赵发所
赵发所（1961年—），湖北武汉人，汉族，中华人民共和国政治人物、第十一届全国人民代表大会湖北地区代表。
毕业于中央党校函授学院经济管理专业，是中共党员。担任武汉谦森岛庄园有限公司董事长。2008年起担任全国人大代表。